# Tribunal Constitucional (España)
El Tribunal Constitucional (TC) es un órgano constitucional español, independiente de los demás órganos constitucionales. Es el intérprete supremo de la Constitución española de 1978, sometido únicamente a esta y a la Ley Orgánica del Tribunal Constitucional. Es único en su orden y extiende su jurisdicción a todo el territorio español. A pesar de que se denomina «tribunal», no forma parte del Poder Judicial.
El TC posee en exclusiva la potestad de examinar la constitucionalidad de normas con rango de ley, que pueden ser impugnadas mediante el respectivo recurso de inconstitucionalidad. Asimismo, es el máximo garante en España de los derechos fundamentales, en especial de aquellos protegidos por el recurso de amparo. Por último, también tiene la última palabra en conflictos de competencias entre administraciones de cualquier nivel, así como de la revisión de constitucionalidad de un tratado internacional.
Se compone de doce magistrados nombrados por el rey (cuatro a propuesta del Congreso de los Diputados, cuatro del Senado, dos del Gobierno y dos del Consejo General del Poder Judicial).

## Estatuto jurídico

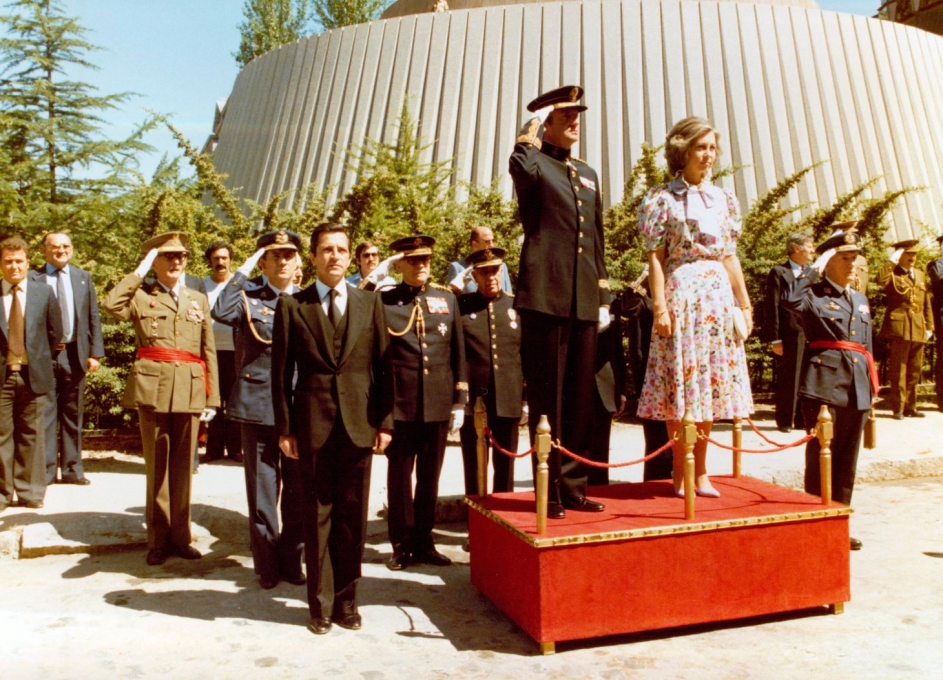
Inauguración de la sede del Tribunal el 12 de julio de 1980 por los reyes, Juan Carlos I y Sofía.

Está regulado en el Título IX de la Constitución —artículos del 159 al 165—, así como en la Ley Orgánica 2/1979, de 3 de octubre, del Tribunal Constitucional (LOTC). Según el artículo 1 de la LOTC, el Tribunal Constitucional es independiente en su función como intérprete supremo de la Constitución y está sometido solo a la Constitución y a dicha ley. Además, es único en su orden y extiende su jurisdicción a todo el territorio español. 
Sin embargo, la composición del Tribunal sí es dependiente de los demás poderes del Estado, pues son ellos quienes la proponen. De los doce miembros:
- 4 son nombrados a propuesta del Congreso de los Diputados,
- 4 a propuesta del Senado,
- 2 a propuesta del Gobierno
- y 2 a propuesta del Consejo General del Poder Judicial.

El Tribunal Constitucional goza de plena independencia orgánica, en tanto que sus miembros, elegidos por el poder legislativo, ejecutivo y judicial, no pueden ser removidos de sus cargos ni recibir instrucciones tras su nombramiento conforme a lo establecido en el artículo 159 de la Constitución y el artículo 16 de la LOTC.

## Competencias
Corresponde al Tribunal Constitucional la última interpretación de los preceptos constitucionales señalando la extensión y límites de los valores superiores como la libertad, igualdad, justicia y pluralismo político.
El Tribunal Constitucional es competente para conocer:
- Recursos de inconstitucionalidad y cuestiones de inconstitucionalidad contra leyes y disposiciones normativas con fuerza de ley (ej. Decretos-leyes y decretos legislativos). El recurso de inconstitucionalidad lo pueden interponer el presidente del Gobierno, el Defensor del Pueblo, 50 Diputados del Congreso, 50 Senadores, los Gobiernos autonómicos y los Parlamentos autonómicos;
- Recursos de amparo por violación de los derechos fundamentales y de las libertades públicas relacionados en el art. 53.2 de la Constitución, es decir, por violación de las libertades y derechos reconocidos en los arts. 14 a 29 de la Constitución, ambos inclusive, y la objeción de conciencia al servicio militar, prevista en el art. 30. Lo puede interponer cualquier persona física o jurídica que invoque un interés legítimo, el Defensor del Pueblo y el Ministerio Fiscal;
- Conflictos constitucionales de competencia entre el Estado y las comunidades autónomas o de los de éstas entre sí;
- Conflictos entre los órganos constitucionales del Estado;
- Declaraciones previas sobre la constitucionalidad de los Tratados internacionales;
- Impugnaciones previstas en el artículo 161.2 de la Constitución. Según este artículo, el Gobierno puede impugnar ante el Tribunal Constitucional las disposiciones y resoluciones adoptadas por los órganos de las comunidades autónomas. La impugnación producirá la suspensión de la disposición o resolución recurrida, pero el Tribunal Constitucional, en su caso, deberá ratificarla o levantarla en un plazo no superior a cinco meses;
- Conflictos en defensa de la autonomía local;
- Verificación de los nombramientos de los magistrados del Tribunal Constitucional, para juzgar si los mismos reúnen los requisitos requeridos por la Constitución y la presente Ley;
- Y las demás materias que le atribuyen la Constitución y las leyes orgánicas.[¿cuál?]

En cuanto a los recursos de ilegalidad de reglamentos, es competente la jurisdicción contencioso-administrativa y no el Tribunal Constitucional, ya que, al ser normas jurídicas emanadas del Gobierno a través de su potestad reglamentaria  que no tienen fuerza de ley, no cabe recurso de inconstitucionalidad. El tribunal con competencia última en esta materia es el Tribunal Supremo.
Los tratados internacionales sí que son recurribles por inconstitucionalidad ante el Tribunal Constitucional, dado que la Constitución española les otorga fuerza de Ley.
El Tribunal Constitucional puede dictar reglamentos sobre su propio funcionamiento y organización, así como sobre el régimen de su personal y servicios, dentro del ámbito de su ley orgánica reguladora. Estos reglamentos, que deberán ser aprobados por el Tribunal en Pleno, se publicarán en el Boletín Oficial del Estado.

## Relación con el Tribunal Supremo
Aunque en ocasiones pudiera parecer que el Tribunal Constitucional es de mayor rango que el Tribunal Supremo, esto no es así. Su relación no es jerárquica sino competencial. No obstante, en la práctica sí que se puede considerar que existe subordinación del Tribunal Supremo al Constitucional en el aspecto en que este último puede anular las resoluciones del primero, cosa que no puede suceder al revés. Un ejemplo entre otros lo tenemos en la famosa sentencia del caso Urbanor, en la que el Tribunal Constitucional anuló el 19 de febrero de 2008 la sentencia del Tribunal Supremo sobre el mismo caso.
El Tribunal Supremo es el de más alto rango dentro del Poder Judicial. Sin embargo, el Tribunal Constitucional se encuentra fuera de esa jerarquía y forma una categoría propia, con reconocimiento diferenciado en la Constitución. Su obligación es velar por el cumplimiento de la Constitución y para ello tiene potestad para declarar nulas las leyes inconstitucionales y para defender al ciudadano de violaciones de sus derechos fundamentales (recurso de amparo).

## Composición
El Tribunal Constitucional está integrado por 12 miembros, que ostentan el título de magistrados del Tribunal Constitucional. Son nombrados por el rey, mediante real decreto, a propuesta:
- De las Cámaras que integran las Cortes Generales. Cuatro de sus miembros son designados por el Congreso de los Diputados y otros cuatro por el Senado, en ambos casos por mayoría de 3/5 de los miembros de cada Cámara. Los nombrados por el Senado provienen necesariamente de candidatos propuestos por las asambleas legislativas de las comunidades autónomas;
- Del Gobierno. Son dos.
- Del Consejo General del Poder Judicial. Son dos, por mayoría de 3/5 de sus miembros.[11]

El cargo dura nueve años, y para ser nombrado hace falta tener la ciudadanía española y ser magistrado, fiscal, profesor de Universidad, funcionario público o abogado. Hace falta ser, además, jurista de reconocida competencia con más de quince años de ejercicio profesional. 
Los magistrados del Tribunal se renuevan por terceras partes cada tres años.
Los miembros del Tribunal Constitucional son independientes e inamovibles en el ejercicio de su mandato. Así mismo, con el objetivo de reforzar su independencia, no se les puede perseguir por las opiniones expresadas en el ejercicio de sus funciones ni podrán ser destituidos ni suspendidos sino por alguna de las causas que esta Ley establece.
     Presidente/a      Vicepresidente/a

| Magistrado/ fecha y lugar de nacimiento | Magistrado/ fecha y lugar de nacimiento                                          | Propuesto por                      | Toma de posesión/ tiempo en el cargo        | Cargo anterior (el más reciente antes de unirse al Tribunal)                                                                            |
| --------------------------------------- | -------------------------------------------------------------------------------- | ---------------------------------- | ------------------------------------------- | --- |
| 01 !                                    | Ricardo Enríquez Sancho 1944 Madrid, Comunidad de Madrid                         | Senado                             | 19 de marzo de 2014 (11 años)               | Magistrado del Tribunal Supremo (2004-2014)                                                                                             |
| 01 !                                    | Cándido Conde-Pumpido 22 de septiembre de 1949 La Coruña, Galicia                | Senado                             | 15 de marzo de 2017 (8 años y 3 días)       | Magistrado del Tribunal Supremo (2012-2017)                                                                                             |
| 01 !                                    | María Luisa Balaguer Callejón 1953 Almería, Andalucía                            | Senado                             | 15 de marzo de 2017 (8 años y 3 días)       | Profesora de Derecho Constitucional de la Universidad de Málaga (1999–2017) y Consejera del Consejo Consultivo de Andalucía (2005–2017) |
| 01 !                                    | Juan Ramón Sáez Valcárcel 23 de junio de 1957 Madrid, Comunidad de Madrid        | Congreso de los Diputados          | 18 de noviembre de 2021 (3 años y 120 días) | Magistrado de la Audiencia Nacional (2007-2021)                                                                                         |
| 01 !                                    | Enrique Arnaldo Alcubilla 1957 Madrid, Comunidad de Madrid                       | Congreso de los Diputados          | 18 de noviembre de 2021 (3 años y 120 días) | Letrado de las Cortes Generales (1986-2021)                                                                                             |
| 01 !                                    | Concepción Espejel Jorquera 15 de septiembre de 1959 Madrid, Comunidad de Madrid | Congreso de los Diputados          | 18 de noviembre de 2021 (3 años y 120 días) | Presidenta de la Sala Penal de la Audiencia Nacional (2017-2021)                                                                        |
| 01 !                                    | Inmaculada Montalbán Huertas 26 de noviembre de 1959 Iznalloz, Andalucía         | Congreso de los Diputados          | 18 de noviembre de 2021 (3 años y 120 días) | Presidenta de la Sala de lo Contencioso-Administrativo del Tribunal Superior de Justicia de Andalucía, Ceuta y Melilla (2014-2021)      |
| 01 !                                    | Juan Carlos Campo Moreno 17 de octubre de 1961 Osuna, Andalucía                  | Gobierno                           | 9 de enero de 2023 (2 años y 68 días)       | Magistrado de la Audiencia Nacional (2021-2023)                                                                                         |
| 01 !                                    | Laura Díez Bueso 1969 Barcelona, Cataluña                                        | Gobierno                           | 9 de enero de 2023 (2 años y 68 días)       | Vicepresidenta del Consejo de Garantías Estatutarias de Cataluña (2022)                                                                 |
| 01 !                                    | María Luisa Segoviano 1950 Valladolid, Castilla y León                           | Consejo General del Poder Judicial | 9 de enero de 2023 (2 años y 68 días)       | Presidenta de la Sala de lo Social del Tribunal Supremo (2020-2022)                                                                     |
| 01 !                                    | César Tolosa Tribiño 1957 Santa María la Real de Nieva, Castilla y León          | Consejo General del Poder Judicial | 9 de enero de 2023 (2 años y 68 días)       | Presidente de la Sala de lo Contencioso-Administrativo del Tribunal Supremo (2020-2022)                                                 |
| 01 !                                    | José María Macías 1964 Barcelona, Cataluña                                       | Senado                             | 30 de julio de 2024 (231 días)              | Vocal del Consejo General del Poder Judicial (2015-2024)                                                                                |

### Incompatibilidades
La condición de miembro del Tribunal Constitucional es incompatible:
1. Con todo mandato representativo;
2. Con los cargos políticos o administrativos;
3. Con el desempeño de funciones directivas en un partido político o en un sindicato y con el empleo al servicio de los mismos;
4. Con el ejercicio de las carreras judicial y fiscal;
5. Con cualquier actividad profesional o mercantil.

En lo demás, los miembros del Tribunal Constitucional tendrán las incompatibilidades propias de los miembros del poder judicial.
En general, solo es posible para los magistrados del Tribunal Constitucional la docencia o investigación jurídica, así como la producción y creación literaria, artística, científica y técnica y las publicaciones derivadas de aquella.

### Vicepresidentes
- Jerónimo Arozamena Sierra (1980-1986)
- Gloria Begué Cantón (1986-1989)
- Francisco Rubio Llorente (1989-1992)
- Luis López Guerra (1992-1995)
- José Gabaldón López (1995-1998)
- Carles Viver Pi-Sunyer (1998-2001)
- Tomás Vives Antón (2001-2004)
- Guillermo Jiménez Sánchez (2004-2011), mayor tiempo en el cargo de vicepresidente.
- Eugeni Gay Montalvo (2011-2012)
- Ramón Rodríguez Arribas (2012-2013)
- Adela Asúa Batarrita (2013-2017)
- Encarnación Roca Trías (2017-2021)
- Juan Antonio Xiol Ríos (2021-2023)
- Inmaculada Montalbán Huertas (2023-presente)

### Magistrados eméritos
Se considera magistrado emérito a todo aquel miembro que en el pasado haya formado parte del Tribunal Constitucional como magistrado.

## Fiscalía
La Fiscalía ante el Tribunal Constitucional es el órgano a través del cual el Ministerio Fiscal forma parte de los procedimientos que se despachen ante este Alto Tribunal relacionados con las cuestiones de inconstitucionalidad promovidas por Jueces y Tribunales y con los recursos de amparo. La participación del Ministerio Fiscal en el Tribunal Constitucional está prevista en la Ley Orgánica del Tribunal Constitucional de 1979 y, desde la aprobación del Estatuto Orgánico del Ministerio Fiscal de 1981, ha sido esta fiscalía la que asumió ese papel. Previamente, entre 1980 y 1981, fue una Sección ad hoc de la Fiscalía del Tribunal Supremo la que asumió la representación ante el TC.
La Fiscalía ante el Tribunal Constitucional está integrada por un Fiscal Jefe, con la categoría de Fiscal de Sala, un Teniente Fiscal de la segunda categoría y siete fiscales de la segunda categoría, así como por el personal administrativo de apoyo.

## Jurisprudencia
Las sentencias del Tribunal Constitucional se publican en el Boletín Oficial del Estado con los votos particulares, si los hubiera. Tienen el valor de cosa juzgada a partir del día siguiente de su publicación y no se pueden recurrir. 
Las que declaren la inconstitucionalidad de una ley o de una norma con fuerza de ley y todas las que no se limiten a la estimación subjetiva de un derecho tienen plenos efectos frente a todos. Salvo que en el fallo se disponga otra cosa, subsistirá la vigencia de la ley en la parte no afectada por la inconstitucionalidad.
En la actualidad, en España, se encuentra abierta una intensa polémica entre civilistas y constitucionalistas [¿quién?] al respecto de la inclusión de la jurisprudencia del Tribunal Constitucional en la categoría de las fuentes del derecho. A favor de dicha inclusión se aduce que sus resoluciones crean verdaderas normas, aún en defecto de regulación estatal (p. ej. lo sucedido con el servicio militar obligatorio y la objeción de conciencia). De hecho, es un legislador negativo, ya que puede excluir leyes y reglamentos del ordenamiento jurídico por considerarlos contrarios a la Constitución. El Tribunal Constitucional también puede innovar el derecho a través de lo que se conoce como «sentencias interpretativas», que indican el sentido preciso que debe tener la interpretación de una determinada norma para no ser contraria a la Constitución.
Desde el punto de vista de la historia del derecho constitucional universal y de la ciencia política, puede considerarse que el aspecto más controvertido de la función del Tribunal Constitucional español sea, ope jurisprudentiae, la capacidad creadora de Derecho. Esto es así porque la naturaleza legal del Tribunal Constitucional, como intérprete supremo de la Constitución española, lo configura como un «poder constituido» del Estado, es decir, creado por la Constitución española que es la norma suprema del ordenamiento jurídico español de acuerdo con la lógica kelseniana. Como los poderes constituidos son aquellos que derivan de un «poder constituyente», que es el que establece el régimen de poder de un Estado a través de una constitución política o ley fundamental, aquellos no pueden crear ni destruir el Derecho constitucional. Un supuesto en el que se aprecia de manera especialmente clara la capacidad creadora de derecho de los órganos de la justicia constitucional es el que se deduce del texto siguiente: «en nuestro ordenamiento constitucional, aun cuando no se explicite en los términos con que se proclama en los textos constitucionales de otros Estados, los derechos fundamentales rigen también para las personas jurídicas nacionales en la medida en que, por su naturaleza, resulten aplicables a ellas» (sentencia del Tribunal Constitucional n.º 23/1989, fundamento jurídico 2.°), lo cual supone una regla del Derecho positivo español.

### Fallos notables
En 2022, el tribunal bloqueó el proyecto de ley que habría introducido cambios en el Consejo General del Poder Judicial. La medida de impedir la legislación fue condenada por el presidente del Gobierno, Pedro Sánchez, quien dijo que utilizaría «todos los medios necesarios» para resolver la crisis.